# 土砂降り
『土砂降り』（どしゃぶり）は、1952年（昭和27年）に北条秀司が著し、新派が初演した日本の戯曲であり、同作を原作として1957年（昭和32年）に中村登が監督し、松竹大船撮影所が製作、松竹が配給して公開した日本の長篇劇映画である。映画は、当時の「映画倫理管理委員会」（新映倫、現在の映画倫理委員会）は同作を成人映画に指定し、18歳未満の鑑賞を制限した。

## 略歴・概要
北条秀司が執筆した本作は、初演は1952年（昭和27年）、東京市京橋区木挽町（現在の東京都中央区銀座4-12-15）の歌舞伎座で初演、同年10月から行われた「第7回芸術祭」では、同年11月に日本橋浜町の明治座で上演された。その5年後の1957年（昭和32年）、松竹が映画化して、公開されている。
戯曲が刊行されたのは、初演の7年後の1959年（昭和34年）、『北条秀司作品集』（演劇出版社）への収録による。

## ビブリオグラフィ
国立国会図書館の蔵書による一覧である。
- 『北条秀司作品集』、演劇出版社、1959年
- 『北条秀司戯曲選集 8 紙屋治兵衛』、青蛙房、1962年12月25日

## 映画
『土砂降り』（どしゃぶり）は、北条秀司の同名の戯曲を原作として、1957年（昭和32年）に中村登が監督し、松竹大船撮影所が製作、松竹が配給して公開した日本の長篇劇映画である。当時の「映画倫理管理委員会」（新映倫、現在の映画倫理委員会）は同作を成人映画に指定し、18歳未満の鑑賞を制限した。
本作を企画した桑田良太郎は、1930年代 - 1940年代の期間、政岡憲三の政岡映画製作所、松竹動画研究所で、アニメーション映画の作画・動画を手がけた人物であり、動画マン時代のおもな作品として、政岡が監督した『くもとちゅうりっぷ』（1943年）がある。

### あらすじ
以下は映画のあらすじである。戯曲のあらすじとは異なる。
東京都荒川区南千住の線路沿いにある、いわゆる連れ込み宿「ことぶき旅館」の娘で、役所に勤める松子（岡田茉莉子）は、同僚の須藤（佐田啓二）との結婚話が進んでいた。しかし、須藤の母（高橋とよ）が、松子の家庭の事情を知り、大反対の末破談となった。松子の母・阿部たね（沢村貞子）には、松子のほか、大学生の竹之助（田浦正巳）、高校生の梅代（桑野みゆき）の3人の子があったが、それは、週に1度家に来る大久保和吉（山村聡）という男の子であり、たねはその妾であった。やがて須藤は見合い結婚をし、松子は絶望のあまり家出した。
2年が経過し、松子は、神戸・元町にいた。キャバレーのダンサーとしての日々。そんなある夜、店の客として、偶然、須藤が現れる。須藤は役所での汚職の罪から、逃亡してきたのであった。松子は須藤を抱き、二度と離さないと言い、自らのアパートの部屋に匿うのだった。しかし須藤は、実母に手紙を送り、松子が離さないので帰れないと書く。須藤の母は、松子の母の許に怒鳴り込む。
そのころ、松子の弟の竹之助、妹の梅代は、日曜日に街で「父」が正妻の子らを連れている姿を目撃してしまう。その夜、突然の土砂降り。須藤を連れて帰ってきた松子は、母から例の手紙の話を聞き、暗然となる。その夜、松子は須藤と無理心中に果てる。
梅代と竹之助は、「父」に母と別れるよう迫る。娘・松子と、「旦那」の大久保和吉を失った阿部たねは、旅館を畳んで前向きに生きることを、残った梅代と竹之助たちに語るのだった。

### キャスト
- 佐田啓二 - 須藤一夫
- 岡田茉莉子 - 長女松子
- 田浦正巳 - 長男竹之助
- 桑野みゆき - 次女梅代
- 沢村貞子 - 阿部たね
- 山村聡 - 大久保和吉
- 日守新一 - 阿部由松
- 高橋とよ - 須藤滋子
- 川口のぶ - みつ子
- 野辺かほる - 阿部亀代
- 三谷幸子 - 女中初枝
- 中村是好 - 町工場の老人
- 春日千里 - 年増の女
- 水上令子 - おせき
- 稲川善一 - 杉課長
- 末永功 - 捜査主任
- 井上正彦 - 上役風の男
- 竹田法一 - 神戸のアパート管理人
- 人見修 - ことぶきの客A
- 斎藤知子 - ことぶきの客B
- 峰久子 - 須藤芳子
- 秩父晴子 - ストリッパーらしき女
- 松野日出夫 - バンドマンらしき男
- 森道子 - 上役風の男の連れの女
- 中山淳二 - 若い男
- 光村譲
- 町田祥子
- 清川晶子
- 清水孝一
- 中村智
- 太田黒武生
- 長谷部恭
- 土方孝哉
- 小林陽一

### スタッフ
- 企画 : 桑田良太郎
- 監督 : 中村登
- 原作 : 北條秀司
- 脚本 : 椎名利夫、中村登
- 撮影 : 長岡博之
- 照明 : 小泉喜代司
- 美術 : 芳野尹孝
- 録音 : 大村三郎
- 編集 : 浜村□康
- 音楽 : 武満徹
- 衣裳 : 長島勇治
- 装置 : 山本金太郎
- 装飾 : 石川誠次
- 監督助手 : 有本正
- 撮影助手 : 中本信雄
- 現像 : 林龍次

### 作品データ
- 製作 : 松竹大船撮影所
- 上映時間 （巻数 / メートル） : 105分 （11巻 / 2,874メートル）
- フォーマット : 白黒映画 - スタンダードサイズ（1.37:1） - 24fps - モノラル録音
- 映倫番号 : 10195 （成人映画指定）[2]
- 公開日 :  日本 1957年6月11日
- 配給 :  松竹